# Wilhelm Halfmann

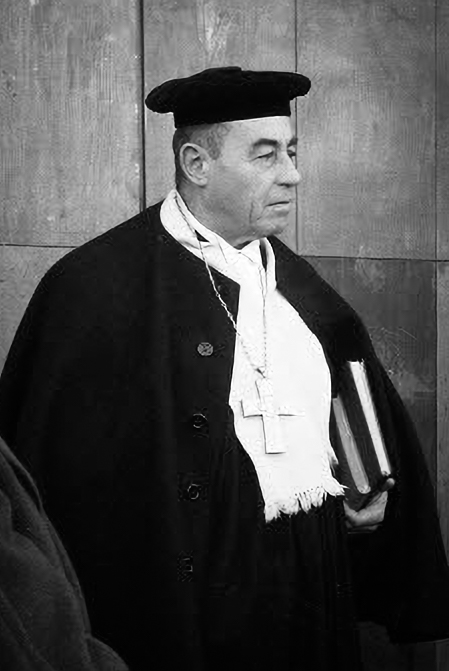
Bischof Wilhelm Halfmann, 1962

Wilhelm Hermann Heinrich Leonhard Halfmann (* 12. Mai 1896 in Wittenberg; † 8. Januar 1964 in Kiel) war ein deutscher Theologe und von 1946 bis 1964 evangelisch-lutherischer Bischof von Holstein.
Halfmann gilt als führender Theologe der Bekennenden Kirche in Schleswig-Holstein. Beim Neuaufbau der Landeskirche nach 1945 übernahm Halfmann Leitungsaufgaben. Knapp zwanzig Jahre gestaltete er zunächst als Präses, dann als Bischof die evangelische Kirche im Norden Deutschlands maßgeblich mit. Er setzte sich für die Gründung der VELKD und gegen eine auf die Barmer Theologische Erklärung gestützte, „unierte“ EKD ein; diese sollte sich darauf beschränken, eine Föderation von Bekenntniskirchen zu sein. Als die CDU in Schleswig-Holstein Anfang der 1950er Jahre danach strebte, für evangelische Wähler attraktiver zu werden, unterstützte Halfmann diesen Annäherungsprozess, der zur Unterzeichnung des Staatskirchenvertrags am 23. April 1957 führte.
Seit Ende der 1950er Jahre wird eine antisemitische Schrift, die Halfmann 1936 verfasst hatte, kontrovers diskutiert. In diesem Zusammenhang fällt auch auf, dass Halfmann die jüdische Religion aus theologischen Gründen weiterhin negativ bewertete und als Bischof den christlich-jüdischen Dialog ablehnte. Postum wurde außerdem bekannt, dass Halfmann sich für verurteilte NS-Verbrecher eingesetzt und bei der Entnazifizierung der Pastorenschaft Entlassungen weitestgehend verhindert hatte.

## Leben

### Jugend und Studium
Wilhelm Halfmann, in Wittenberg geboren, kam bereits als Kind nach Itzehoe, weil sein Vater Hermann Halfmann 1903 Direktor der dortigen Realschule und des Reformrealgymnasiums (Kaiser-Karl-Schule) wurde. Nach Schulzeit und Abitur in Itzehoe begann er ein Germanistikstudium an der Friedrich-Schiller-Universität Jena. 1914 wurde er zum Kriegsdienst einberufen. Nach Rückkehr aus der Kriegsgefangenschaft immatrikulierte er sich für das Studium der evangelischen Theologie an der Christian-Albrechts-Universität zu Kiel. Die theologischen Examina legte er 1922 und 1923 ab.

### Pfarrdienst in der Weimarer Republik
Am 11. November 1923 wurde Halfmann ordiniert. Daraufhin war er bis 1925 Studieninspektor am Predigerseminar in Preetz. Studiendirektor Amandus Weinreich beurteilte ihn sehr positiv. Im Spätsommer 1925 nahm Halfmann als Stipendiat seiner Landeskirche an einem mehrmonatigen Lehrkurs des DEI in Palästina unter Leitung von Albrecht Alt teil. Am 11. April 1926 trat Halfmann seine erste Pfarrstelle in Schönberg in der Probstei an. In dieser Zeit arbeitete er neben seinen Verpflichtungen als Gemeindepastor an einer Dissertation über Christian Kortholt, die er 1930 abschloss.

### Als BK-Theologe im Nationalsozialismus
Von 1933 bis 1936 war Halfmann förderndes Mitglied der SS.
Seit dem 21. Mai 1933 war Halfmann Pastor an der St.-Marien-Kirche in Flensburg. Er schloss sich der Bekennenden Kirche (BK) früh an. Bei dem Bekenntnisgottesdienst am 3. Juni 1934 in der Kieler Nikolaikirche, welcher als Gründungsdatum der BK in Schleswig-Holstein gilt, hielt Halfmann den Hauptvortrag: Lutherische Kirche heute. Er sprach sich gegen eine Vermischung von Drittem Reich und Gottesreich aus. Die Kirche habe einen Herrn und nicht zwei Herren. „Denn in dem Augenblick, wo neben Christus eine andere Stimme Gottes gepredigt und gehört wird – die Stimme aus der Geschichte, aus dem Blut, aus der Rasse, aus dem Volkstum, dann ist eben Christus nicht mehr das Wort Gottes.“ Auf der ersten landeskirchlichen Bekenntnissynode am 17. Juli 1935, welche unter dem Motto Was vor Gott recht ist stand, hielt er eine Andacht über die Bibelstelle Apg 4,19–20 , auf die das Motto anspielte. Rund ein Drittel der Geistlichen verweigerte dem neuen Landesbischof Adalbert Paulsen das Vertrauen und gab sich auf dieser Bekenntnissynode und 1936 im Landesbruderrat der Bekennenden Kirche eine eigene Leitung, zu der auch Halfmann gehörte.
In mehreren Landeskirchen, darunter Schleswig-Holstein, berief der neue Reichskirchenminister Hanns Kerrl kirchenleitende Ausschüsse, um die verfeindeten kirchenpolitischen Lager zur Kooperation zu zwingen. Dem Repräsentanten des Reichskirchenausschusses, Christhard Mahrenholz, gelang es, in Schleswig-Holstein einen arbeitsfähigen Ausschuss zusammenzubringen: zwei gemäßigte BK-Mitglieder, zwei Angehörige der Amtskirche, die früher den Deutschen Christen angehört hatten, dazu ein Jurist als neutraler Vorsitzender. Die Bekenntnisgemeinschaft setzte sich mit dem Wunsch nach einer doppelten Geistlichen Leitung insofern durch, als eine kommissarische Konsistorialratsstelle im Landeskirchenamt neu geschaffen und im März 1936 mit einem BK-Vertreter besetzt wurde: dem Flensburger Pastor Wilhelm Halfmann, der nun (bis zum 25. September 1937) den theologischen Prüfungen der BK-Kandidaten vorstand und diese auch ordinierte. Als aber die Präsidentenstelle des Landeskirchenamtes neu zu besetzen war, bestand Kerrl darauf, den amtierenden Vizepräsidenten Christian Kinder zum ordentlichen Präsidenten zu ernennen. Kinder war kirchenpolitisch belastet: als Staatskommissar vom Juli 1933, als Reichsleiter der Deutschen Christen von 1934 bis 1935 und als Sympathisant mit den nationalkirchlichen Deutschen Christen Thüringer Richtung. Das Ministerium und der Reichskirchenausschuss nötigten den BK-Mitgliedern im Ausschuss unter massivem Druck die Zustimmung zur Personalie Kindler ab; daraufhin entzogen Bruderrat und Vollversammlung der BK ihren Repräsentanten im Ausschuss das Vertrauen. Der Landeskirchenausschuss war daher zum Jahresende 1936 durch Selbstblockade arbeitsunfähig geworden.
1937 betraute das Reichskirchenministerium Kinder als kommissarischen Kirchenamtspräsidenten mit der vorläufigen Kirchenleitung, nach Vertagung der Kirchenwahlen auf unbestimmte Zeit dann Ende 1937 mit der ordentlichen Gesamtleitung der Landeskirche. „Die unverhüllte Staatskirche zeigte sich in der Form der ‚Einmannkirche‘ eines Juristen.“
Ab 1941 versah Wilhelm Halfmann den Pfarrdienst in Mölln; im April 1945 kehrte er nach Flensburg zurück.

#### Auseinandersetzung mit der Deutschkirche
Der Bund für Deutsche Kirche (kurz Deutschkirche genannt) war eine vor allem in den Jahren 1933 bis 1939 in Lübeck und Holstein aktive Gruppierung, die einen deutsch-heldischen Gottesglauben propagierte und zu diesem Zweck alle jüdischen Elemente aus der Bibel entfernen wollte. Ihre Schwerpunkte im Norden hatte sie in den Städten Itzehoe, Neumünster, Kiel und Flensburg; sie wurde von Halfmanns Vorgesetzten, dem Kirchenamtsleiter Kinder protegiert. Da die Lehre der Deutschkirche auch der Lutherischen Kameradschaft zu weit ging, verabschiedete diese gemeinsam mit der Bekenntnisgemeinschaft eine Erklärung, die Bibel und Bekenntnisschriften als Lehrgrundlage festschrieb und deutsch-heldische Neuerungen im Kultus als Irrlehre verdammte. Die Bekenntnisgemeinschaft konnte sich allerdings nicht mit dem Wunsch durchsetzen, die Deutschkirche namentlich zu nennen.
Im Sommer 1936 trat Halfmann auf mehreren Veranstaltungen der Lehre der Deutschkirche öffentlich entgegen. Der Bruderrat beschloss auf Halfmanns Initiative hin am 9. November 1936, Deutschkirchlern keinen Erlaubnisschein für Amtshandlungen in BK-Gemeinden zu erteilen – dies zielte besonders auf die Aktivitäten des emeritierten deutschkirchlichen Reisepastors Friedrich Andersen. Im Dezember setzte der Bruderrat vier regionale Kirchentage an, bei denen Halfmann einer der Vortragenden war. Er arbeitete zwei Vorträge aus: Die geistige Lage der Gegenwart und Der Angriff auf die Bibel. Der letztere Vortrag war für Altona (6. Dezember) und Husby bei Flensburg (8. Dezember) angekündigt; Halfmann änderte aber für Husby kurzfristig den Titel in Kirche und Jude. Da Halfmann seine Vorträge schriftlich auszuarbeiten pflegte, ist wahrscheinlich, dass er weitgehend den Text von Der Angriff auf die Bibel unter neuem Titel in Husby vortrug. Klauspeter Reumann nimmt an, dass Halfmann mit dieser kurzfristigen Änderung auf den Vortrag Wilhelm Börgers, eines Reichsredners der NSDAP, reagierte, der am 19. November eine Zukunftsvision des von der NSDAP geleiten Deutschland vorgetragen und dabei die Kirchen als „Filialen der jüdischen Synagoge“ bezeichnet hatte. Der Flensburger Propst Karl Hasselmann verfasste eine Kanzelerklärung (29. November 1936), in der den Gemeinden versichert wurde, die Juden der Gegenwart seien nicht mehr Gottes erwähltes Volk, sondern stünden seit der Kreuzigung Jesu unter dem Fluch. Bis auf drei deutschkirchliche Pastoren schlossen sich alle Flensburger Geistlichen durch Unterschrift diesem Text an. Halfmann unterstützte vermutlich diese Initiative Hasselmanns, indem er den Vorwurf, die Kirche werde von Juden gesteuert, umdrehte und behauptete, die Deutschkirche sei bei ihrem Angriff auf die Bibel von Juden gesteuert.

#### Publikation:Die Kirche und der Jude(1936)
Unter dem Titel Die Kirche und der Jude wurde Halfmanns Vortrag um die Jahreswende 1936/37 in drei Auflagen von je 10.000 Exemplaren gedruckt.

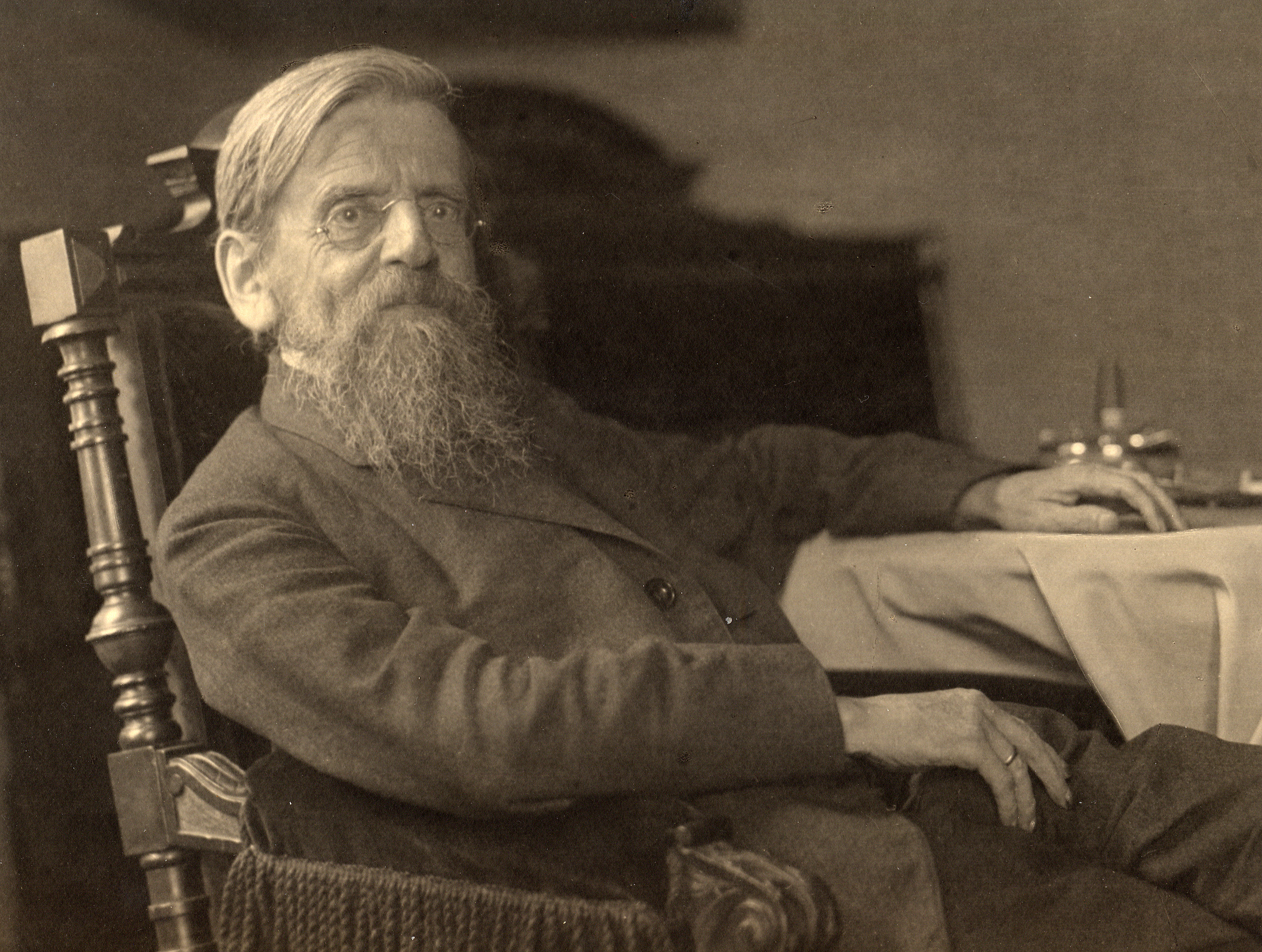
Der Tübinger Theologe Adolf Schlatter. Seine Schrift Wird der Jude über uns siegen? (1935) war die wichtigste Quelle für Halfmanns Judenschrift

Als Literatur nutzte Halfmann bei der Abfassung nach eigenen Angaben Adolf Schlatters Wird der Jude über uns siegen? (1935), Carl Friedrich Hemans Geschichte des jüdischen Volkes seit der Zerstörung Jerusalems (1927) und Hans Blühers Die Erhebung Israels gegen die christlichen Güter (1931). Es finden sich aber auch Anklänge an die Riederauer Thesen zur Volksmission (Bekennende Kirche, Heft 1) aus dem Jahr 1933 und Volkmar Herntrichs Schriften über das Alte Testament aus den Jahren 1933 bis 1935, die Halfmann vermutlich gekannt hat.
Die Einleitung bezeichnet die „Judenfrage“ als eine „Schicksalsfrage“ für das deutsche Volk und die Kirche, „weil aus dem Abwehrkampf gegen das Judentum ein Angriff auf das Alte Testament von beispielloser Schärfe geworden ist,“ der sich über das Alte Testament hinaus gegen die ganze Bibel und gegen die Kirche richte. Er werde von einem „neuen Glauben … an die Welt und ihre Kräfte“ getragen, der die von der Bibel bezeugte Offenbarung Gottes in der Geschichte ablehne. In verhängnisvoller Weise sei „aus dem berechtigten Kampf gegen das Judentum – ein Kampf gegen Christus geworden … ein Kampf gegen die göttliche Macht, die uns wirklich vor den Verderbensmächten des Judentums bewahren kann!“
Halfmann argumentierte nun in einem Dreischritt:
1. Das Alte Testament in der Kirche:[24] Nur im Raum der Kirche könne das Alte Testament richtig verstanden werden. Das Alte Testament enthalte Gesetze, die den Gesetzen des Nationalsozialismus ähnlich seien, und das nicht von ungefähr: „Immer … wo völkische Betrachtung in die Tiefe geht, da stößt sie auf die ewigen göttlichen Richtlinien …“ Darüber hinaus enthalte das Alte Testament Verheißungen, die erst in Jesus Christus erfüllt worden seien. Die Juden hätten Christus getötet, daraus folge die endgültige Trennung zwischen Juden und Christen. Die Christen nähmen den Juden ihr heiliges Buch weg und läsen es als Buch der Kirche. „Man muß verstehen: wenn einem Volk das Heiligste, was es besitzt, seine Gottesgeschichte, genommen wird, dann entsteht ein abgrundtiefer Haß.“
2. Die Kirche und der Jude:[25] „Das Judentum ist nicht allein als Blut und Rasse zu begreifen, nein, sein innerstes Wesen ist die antichristliche Entscheidung.“ Seine Rasse sei ein Produkt der Religion, nicht umgekehrt. Christen sehen laut Halfmann in den Juden ein verworfenes, unter dem Fluch stehendes Volk, das gleichwohl dem Christentum in alle Welt gefolgt sei „wie ein schwarzer Schatten.“ Es habe furchtbar gelitten und doch überlebt, „gehalten durch die Kraft seines Fluchs, aufbewahrt für ein Ziel, das wir nicht kennen.“[26] Deshalb stimme die Kirche nicht ein in den Mordruf des Stürmer: „Schlagt die Juden tot!“ Halfmann schließt einen Gang durch die Geschichte an, der seiner Meinung nach immer wieder erweist: „wurde ihnen Freiheit gewährt, so bereicherten sie sich und wucherten das Volk aus. Dann folgte naturgemäß die Reaktion in blutiger Verfolgung und Austreibung.“ Juden seien in der Weltgeschichte im Hintergrund „als Zersetzungsstoff“ viel aktiver beteiligt als bisher bekannt, ob bei den osmanischen Eroberungen in Europa, beim Dreißigjährigen Krieg oder den napoleonischen Feldzügen. Aufklärung und Atheismus seien durch Juden propagiert worden, aber wo immer Nichtjuden sich wie die Juden gegen Christus stellten, begäben sie sich „unter den Schatten des jüdischen Fluchs.“
3. Die jüdische Gefahr, christlich gesehen:[27] „Die Kirche hat nicht die Aufgabe, in die Judengesetzgebung des Dritten Reiches einzugreifen. Vielmehr werden wir von der Kirche her aus der bald zweitausendjährigen Erfahrung mit den Juden sagen müssen: der Staat hat recht. Er macht einen Versuch zum Schutze des deutschen Volkes, wie er von hundert Vorgängern in der ganzen Christenheit gemacht worden ist, und zwar mit Billigung der christlichen Kirche. Man braucht nur Luthers Schriften zur Judenfrage zu lesen, um zu finden, daß das, was heute geschieht, ein mildes Verfahren gegenüber dem ist, was Luther und viele andere gute Christen für nötig gehalten haben.“[28] Aber tragischerweise ginge die antijüdische staatliche Gesetzgebung einher mit einer geistigen Bewegung, die sich gegen Bibel, Christus und Kirche stelle – „der tückischste Kunstgriff, der je von Juda gegen die Christenheit geübt worden ist.“ Die Kirche, das einzige „Bollwerk“ gegen den „Weltfeind Bolschewismus“, werde „von hinten her zerstört.“ Jeder, der meine, sowohl Judentum als auch Christentum sollten verschwinden, könne in Russland sehen, wohin dies führe: „Sieg der Gemeinheit, der Barbarei, des Untermenschentums – … Sieg des Teufels.“ Dagegen sei das Kreuz Christi das „Bannzeichen für den Juden und seinen Fluch.“ Die Haltung Luthers und der Kirche gegenüber dem Judentum sei, wie Halfmann abschließend schreibt, jedoch nicht Hass, sondern Erschauern vor dem in der Geschichte handelnden Gott. Ihr bleibe das fürbittende Gebet.

Helge-Fabien Hertz sieht Die Kirche und der Jude als paradigmatisch für die Verbindung eines (in Halfmanns Argumentation dominierenden) christlichen Antisemitismus mit Elementen moderner Rassentheorie an. Ähnlich urteilt Stephan Linck: die Schrift kennzeichne ein Antisemitismus, „der religiöse mit völkischer Argumentation verband.“ Klauspeter Reumann zufolge instrumentalisierte Halfmann den traditionellen christlichen Antijudaismus für Angriffe auf die Deutschkirche und die NS-Ideologie – „eine polemisch rhetorische Taktik.“
Halfmanns Judenschrift stieß Anfang 1937 auf lebhaftes Interesse, auch weil die Bekennende Kirche es in Schleswig-Holstein bisher vermieden hatte, zum Thema Judentum klar Position zu beziehen. Als sich im Oktober 1933 um Martin Niemöller der Pfarrernotbund gegründet hatte, waren aus der schleswig-holsteinischen Landeskirche drei Theologen angereist: Kurt Dietrich Schmidt, Johann Bielfeldt und Volkmar Herntrich. Niemöller hatte die Ablehnung des Arierparagraphen in der Kirche zur Bedingung für die Mitgliedschaft im Pfarrernotbund gemacht; Schmidt, Bielfeldt und Herntrich waren dazu aber nicht bereit. Infolgedessen schlossen sich in Schleswig-Holstein die Gegner der Deutschen Christen zu einer Not- und Arbeitsgemeinschaft (NAG) unabhängig vom Pfarrernotbund zusammen. Auch der Landesbruderrat der Bekennenden Kirche in Schleswig-Holstein vermied es bis 1945, Beschlüsse zur Judenfrage zu fassen oder sie auch nur zu thematisieren.
Die Reichsschrifttumskammer verbot Die Kirche und der Jude im April 1937 mit der Begründung, dass sich der Inhalt des Heftes „gegen die Weltanschauung des Nationalsozialismus richtet“ und „mit den im heutigen Staate herrschenden Anschauungen und Grundsätzen nicht vereinbaren lässt.“ Die Geheime Staatspolizei konfiszierte die für sie erreichbaren Exemplare.

#### Kein Einsatz für Christen jüdischer Abstammung
Der Hamburger Jurist Fritz Valentin wandte sich am 25. April 1937 brieflich an Halfmann und kritisierte, dass dieser die große Zahl getaufter Juden in seiner Judenschrift nicht von dem negativen Gesamtbild ausnehme. Die Kirche hätte ihre Stimme dafür erheben müssen, dass der Jude, wenn schon nicht als „Volksgenosse“, so doch „als Mitmensch, als Nächster geachtet wird.“ Halfmanns Antwortbrief ist nicht erhalten; aus dem zweiten Brief Valentins an Halfmann schließt Klauspeter Reumann, dass Halfmann die Nürnberger Gesetze billigte, weil sie den Juden vermeintlich einen wenn auch geringeren Rechtsstatus im „völkischen Staat“ sicherten. Ein Einsatz Halfmanns für Getaufte jüdischer Herkunft ist nicht dokumentiert.
Die Kirchenkanzlei der Deutschen Evangelischen Kirche wandte sich am 22. Dezember 1941 an die Landeskirchen mit der Aufforderung, sie sollten „geeignete Vorkehrungen … treffen, daß die getauften Nichtarier dem kirchlichen Leben der deutschen Gemeinde fernbleiben.“ Das Landeskirchenamt in Kiel kam dem mit einem von Christian Kinder unterzeichneten Rundschreiben an die Synodalausschüsse vom 10. Februar 1942 nach. Die Landeskirche verzichtete darin auf Einziehung von Kirchensteuern von den nichtarischen Gemeindegliedern. Zu ihrer seelsorgerlichen Betreuung solle ein Pastor jüdischer Abstammung eingesetzt werden. Kinder selbst schrieb nach Kriegsende rückblickend, er habe für die vom Ausschluss betroffenen 124 Personen die Einrichtung einer Personalgemeinde innerhalb der Landeskirche entworfen und bei staatlichen Stellen die Billigung dieser Sonderregelung erhalten. Wie sich Halfmann als führender Theologe der schleswig-holsteinischen Bekennenden Kirche dazu verhielt, geht nur indirekt aus einem Brief hervor, den Halfmann, mittlerweile Bischof von Holstein, am 1. Februar 1947 an Kinder richtete und der in Kinders Entnazifizierungsakten überliefert ist. Halfmann dankte Kinder dafür, dass er „in der Frage der Behandlung nichtarischer Mitglieder der evangelischen Kirche die radikal deutsch-christliche Lösung vermieden und für Schleswig-Holstein eine Sonderregelung getroffen [habe], die auch die Billigung der Bekennenden Kirche in Schleswig-Holstein fand.“ Die Interpretation dieser Passage in Halfmanns Brief ist strittig. Stephan Linck sah sie 2014 als Indizienbeweis dafür, dass Kinders Regelung durch Halfmanns Unterstützung auch die Billigung des Bruderrats erhalten habe. Klauspeter Reumann dagegen urteilt, Kinder habe für seine administrative Maßnahme 1942 nicht die Zustimmung des Bruderrats gebraucht oder eingeholt, sondern erst 1947 im Zuge seiner Entnazifizierung den Zusammenhang so dargestellt – was ihm Halfmann aus Gefälligkeit auch bestätigt habe. Ein Brief des Vorsitzenden des Bruderrats, Hans Treplin, an den Schleswiger Propst Hermann Siemonsen vom 26. April 1946 bringe vielmehr zum Ausdruck, dass der Bruderrat Kinders Verordnung deutlich ablehnte. Aufgrund des von Reumann gefundenen Briefs von Treplin an Siemonsen revidierte Linck seine Position dahingehend, dass nur Halfmanns persönliche Billigung von Kinders Maßnahme belegt sei und offen bleibe, wer aus dem Bruderrat Halfmanns Einschätzung teilte. An Halfmanns Zustimmung ändere das aber nichts.

#### Kritik der Ermordung von Behinderten, Kriegsgefangenen und Juden
Im Herbst 1940 erfuhr Halfmann vom Euthanasiemord an Behinderten in westfälischen und badischen Pflegeanstalten. Im Herbst 1941 wurden ihm die Judenerschießungen durch deutsches Militär in der besetzten Sowjetunion bekannt. In der Chronik der Kirchengemeinde Mölln, wohin er kriegsversetzt worden war, schrieb er Anfang 1942, das „Entsetzen über die Grausamkeit des Ostkrieges, auch über das Geschick der Juden und der Sowjetkriegsgefangenen, ihren Hunger, u. Menschenfresserei“ sei weit verbreitet. 1944 begann er, diese Morde in Predigten vorsichtig zu kritisieren. Er wandte sich in einer Predigt am 16. Juli 1944 gegen die Ermordung „unheilbar Kranke[r], Lebensuntüchtige[r], entwaffnete[r] Feinde und Geiseln oder Menschen fremder Abstammung“.
In einer Predigt vom 12. November 1944 klagte er u. a. die Vergöttlichung der eigenen Rasse und die Verteufelung der jüdischen als Aufstand gegen Gott an.

### Kirchenleitende Ämter in der Schleswig-Holsteinischen Landeskirche

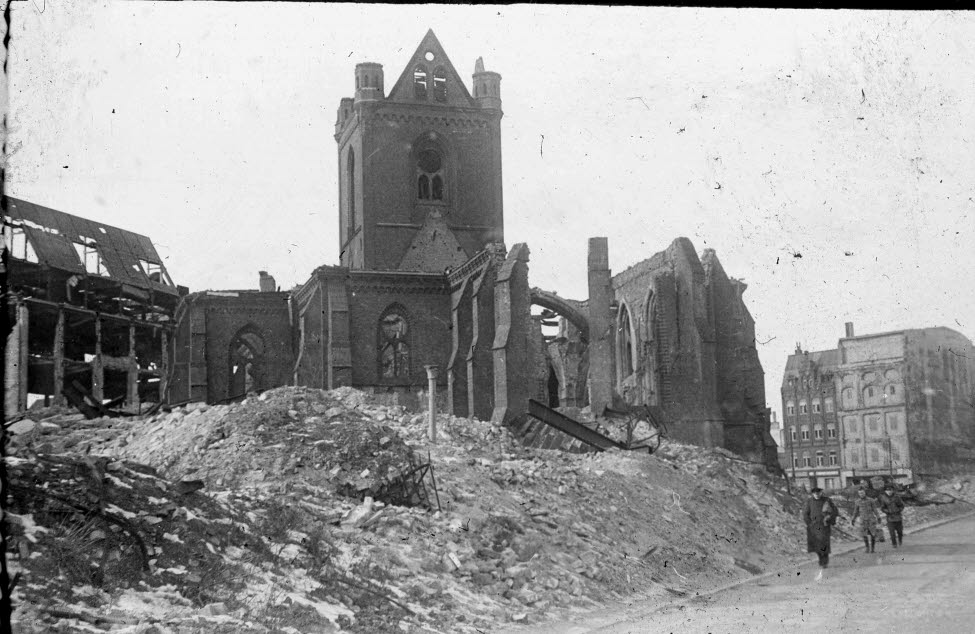
Ruine der Nikolaikirche, der evangelischen Hauptkirche Kiels, 1947

Anfang Juli 1945 kam Hans Asmussen im Auftrag des württembergischen Landesbischofs Theophil Wurm nach Schleswig-Holstein, um die kirchliche Neuordnung vorzubereiten, stieß aber auf große Vorbehalte. Kurz vor der Landessynode drohte die Wahlliste für die Kirchenleitung zu scheitern, falls sie Asmussens Namen enthielt. In nächtlichen Verhandlungen mit Asmussen überzeugte Halfmann diesen davon, in der Kirchenleitung nur mit beratender Stimme teilzunehmen und sich außerdem dauerhaft vertreten zu lassen. Diese erfolgreiche Vermittlungsaktion zeigt, dass Halfmann mehr und mehr die „Führungsrolle in der landeskirchlichen Neugestaltung“ übernahm.
Am 24. August 1945 wählte die erste Landessynode Halfmann zum Präses der vorläufigen Kirchenleitung der Ev.-Luth. Landeskirche Schleswig-Holsteins. Am 5. September 1946 hatte die Landessynode zu entscheiden, ob sie wie bisher unter der Leitung von zwei Bischöfen mit Amtssitzen in Schleswig und in Kiel (für Holstein) stehen wollte oder ob ein Bischof die gesamte Landeskirche leiten sollte. Der BK-Bruderrat favorisierte Volkmar Herntrich. Die vorläufige Kirchenleitung nominierte dann bei der Zwei-Bischöfe-Lösung Halfmann und Heinrich Rendtorff als Kandidaten für Holstein und Herntrich und Martin Pörksen für Schleswig; sollte das Ein-Bischof-Modell angenommen werden, sollten Halfmann und Herntrich vorgeschlagen werden. Herntrich wurde also zweimal aufgestellt, aber beide Male mit schwer zu überwindenden Gegenkandidaten. Die Synode behielt das traditionelle Zwei-Bischöfe-Modell bei; in Holstein setzte sich Halfmann durch und in Schleswig Pörksen.

#### Deutsche Kriegsschuld und Schuld der Kirche
Im Mai 1945, nach Inkrafttreten des Norddeutschen Waffenstillstands, rief Halfmann in Predigten, die er in Flensburg hielt, zu Umkehr und Neubau der Kirche auf. „Die wir die Wahrheit wußten“, seien „mitverstrickt“ in die Schuld des deutschen Volkes. Er spielte dabei wohl auf die Massenmorde an, von denen er Kenntnis hatte, aber er wurde nicht konkreter. Und die Reaktionen veranlassten ihn nach Einschätzung von Stephan Linck, noch vorsichtiger zu werden.
Nach Kriegsende äußerte sich Halfmann mehrfach öffentlich zur deutschen Schuld: im Oktober 1945 wenige Tage nach dem Stuttgarter Schuldbekenntnis sowie am Reformationstag und am Buß- und Bettag desselben Jahres.
- Am 28. Mai 1945 wandte sich Halfmann mit einem Rundschreiben an die schleswig-holsteinische Geistlichkeit Wie sollen wir heute predigen? an seine Kollegen.[48] Die eigenen Sünden und die der Gemeinde könne man konkret benennen, aber bei „Volkssünden“ sei Vorsicht angebracht, „daß wir nicht in der Schande wühlen; das werden andere als wir hinlänglich besorgen.“ „Was wir einem trunkenen heidnischen Nationalismus nicht zugestehen durften, werden wir freiwillig dem unsäglich gedemütigten Volk geben, nämlich: Anwalt und Fürsprecher und Stimme für unser Volk zu sein. Wenn die Welt uns mit Fluten des Hasses überschwemmt, wenn im Namen Gottes und der Moral und der Humanität über uns gerichtet wird, so werden wir die Vollmacht des Bußrufs nur dem zubilligen, der selbst einen bußfertigen Sinn bekennt.“[49]
- Am Reformationstag 1945 kritisierte Halfmann vor allem die Art und Weise der Veröffentlichung des Stuttgarter Schuldbekenntnisses im Kieler Kurier, einer Zeitung der britischen Militärregierung, und dessen Deutung als Anerkennung der deutschen Kriegsschuld. Dabei stand er unter starkem Druck von Pastoren und Kirchenbasis im Land, die ein Eingeständnis politischer Schuld ohne gleichzeitigen Verweis auf Kriegsverbrechen der Alliierten im Zweiten Weltkrieg ablehnten. Zur Schuldfrage vermerkte Halfmann, die Kirche habe nicht „Schuld im politischen Sinne“ zu bekennen. Sie dürfe kein politisch-historisches Urteil fällen, müsse allerdings von „Schuld im religiösen Sinne“ reden. In der ganz konkreten Situation der zerbrochenen nationalsozialistischen Herrschaft müsse die Suche nach einem wirklichen Neuanfang geschehen, um „der Wahrheit unserer Schuld standzuhalten“. Schuldig sei man geworden durch den „Geist des Säkularismus“, durch die Missachtung der Gebote und vor allem durch die Abkehr vom ersten, zweiten und dritten Gebot. So habe man dem Nationalsozialismus den Weg geöffnet. „Da lag unsere Schuld“, führte Halfmann am Reformationstag 1945 vor seinen Flensburger Zuhörern aus, und beantwortete damit seine selbst gestellte Frage: „Und als sich nun die Gewaltherrschaft seit 1933 immer mächtiger auftat, was habt Ihr getan, was habe ich getan? Haben wir genug gerufen, gemahnt, protestiert? Ach, meine Freunde, wir haben Angst gehabt. Das war unsere Schuld. Es ist Schuld aufgehäuft, Berge hoch, und die Kirche tut recht, die zur Buße ruft, und zeigt sich eben gerade darin als Kirche Luthers im deutschen Zusammenbruch.“[46]
- Das im Namen der Vorläufigen Kirchenleitung vorgelegte „Wort zum Bußtag“ 1945 war im Wesentlichen von Heinrich Rendtorff, der der vorläufigen Kirchenleitung angehörte, abgefaßt worden, und zwar kurz vor Bekanntwerden der Stuttgarter Erklärung, also unabhängig von ihr. Das Wort ist zu Unrecht in der Sammlung der Predigten, Reden, Aufsätze und Briefe von Wilhelm Halfmann veröffentlicht worden, da er nicht Verfasser ist; aber Präses Halfmann stimmte dem Wort zum Bußtag in Form und Inhalt uneingeschränkt zu.[50]

#### Luthertum und Barmer Theologische Erklärung
Nachdem Halfmann im März 1936 kommissarisch zum geistlichen Oberkonsistorialrat des allerdings kurzlebigen kirchenleitenden Ausschusses ernannt worden war, war er aus Sicht der schleswig-holsteinischen BK „Träger der geistlichen Leitung“ seiner Landeskirche und sah sich auch selbst so. Er trat kurz darauf in Kontakt mit dem Rat der Evangelisch-Lutherischen Kirche Deutschlands (Lutherrat), den er als übergeordnete Instanz sah. Diese Verbindung lebte wieder auf, als nach 1945 die Rechtsnachfolge der Deutschen Evangelischen Kirche zu klären war und zwei konkurrierende Kirchenkampf-Traditionen aufeinandertrafen: die des Lutherrats und die bruderrätliche, an der Barmer Theologischen Erklärung orientierte. Die Barmer Theologische Erklärung war bisher im lutherischen Raum nur unter Vorbehalten rezipiert worden. Halfmann nahm 1947 sowohl zum Zusammenschluss lutherischer Kirchen (= VELKD) innerhalb der EKD, den er entschieden befürwortete, als auch zur Geltung der Barmer Theologischen Erklärung in grundsätzlicher Weise Stellung. Er führte aus: „Barmen selbst … verbietet, eine unitarische EKiD auf der vermeintlichen Basis von ‚Barmen‘ zu errichten u[nd] verlangt, daß die EKiD als Bund gleichberechtigter Bekenntniskirchen … ausgestaltet wird. … Barmen war ein kirchengeschichtliches Ereignis, nicht aber ein dogmengeschichtliches Ereignis. … Dogmengeschichtlich … ist nichts Neues geschehen, denn in Barmen wurde ausdrücklich die Verbindlichkeit der alten reformatorischen Bekenntnisse anerkannt.“ Halfmanns Leitbild war eine deutschlandweite lutherische Bekenntniskirche, in der die einzelnen Landeskirchen weniger Gewicht hätten. Die EKD sollte sich damit bescheiden, eine Art Föderation der lutherischen, unierten und reformierten Kirchen zu sein. Am 9. November 1948 erklärte er gegenüber der Landessynode, er wolle sich dafür einsetzen, die VELKD zum „lutherischen Block innerhalb der EKD“ zu machen, um auf diese Weise der EKD ein stärker „lutherisches Gepräge“ zu geben.

#### Integration von Flüchtlingen und Vertriebenen

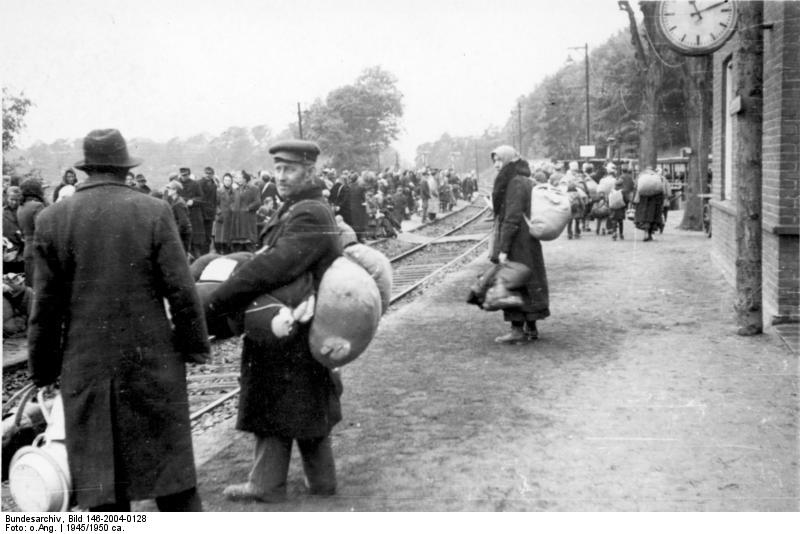
Ankunft von Flüchtlingen im schleswig-holsteinischen Meldorf, 1945

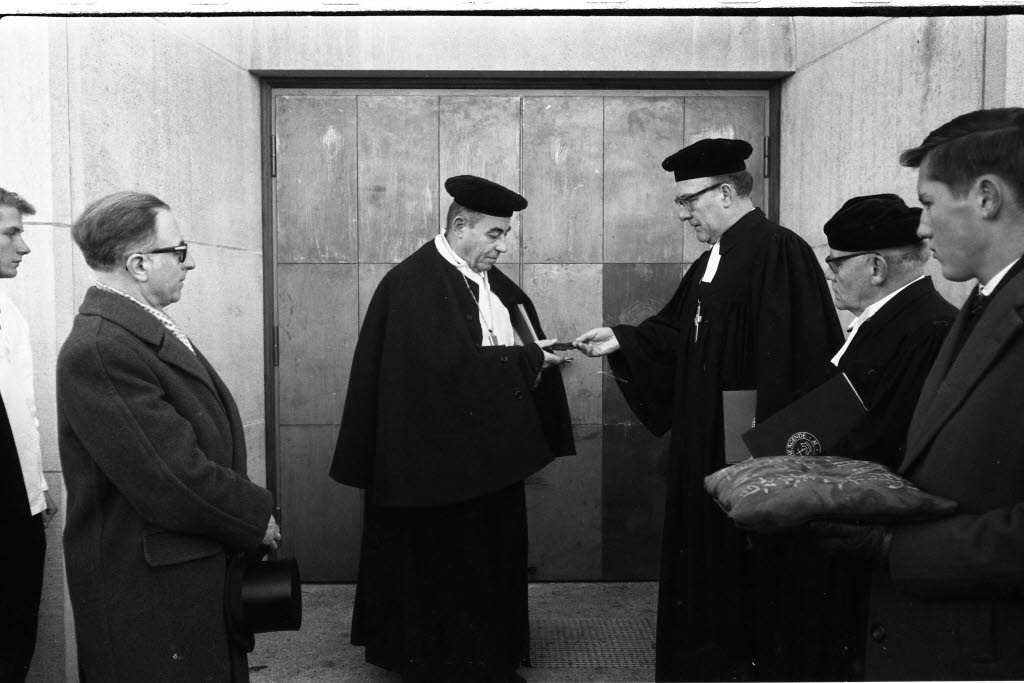
Als Bischof weihte Halfmann zahlreiche Kirchenneubauten ein. Hier die Schlüsselübergabe der Stephanuskirche in Kroog, 1962

Im August 1945 gab Halfmann vor der Landessynode eine Übersicht über die geschätzt 900.000 Flüchtlinge auf dem Gebiet der Landeskirche, die meist Evangelische aus den Ostprovinzen der Evangelischen Kirche der Altpreußischen Union seien. „Es muß doch einmal öffentlich gesagt werden: Die Evangelische Kirche des europäischen Kontinents ist weithin zerstört, ausgeliefert dem chauvinistischen polnischen Katholizismus, dem Bolschewismus, den verschiedenen slawischen Nationalismen des Südostens. Über Wittenberg und der Wartburg steht der Sowjetstern. Wir sind nicht imstande auszusprechen, was unser Herz dabei fühlt.“ Zugleich stellte er fest: Die Flüchtlinge füllten in Schleswig-Holstein die Kirchen.
Im Advent 1945 war Halfmann noch der Meinung, dass die Geflüchteten vielleicht in ihre Heimat zurückkehren könnten; sie sollten sich als „Gäste“ sowohl in Schleswig-Holstein als auch in der Landeskirche begreifen und ihr eigenes kirchliches Brauchtum pflegen, ebenso wie auch die Alteingesessenen dies tun sollten. Predigt und Unterweisung sollten vermitteln, dass in diesen verschiedenen und zu bewahrenden Formen „doch zuletzt derselbe Geist lebt und der Eine Herr Aller angebetet wird.“ Zwar prangerte Halfmann in den folgenden Jahren mehrfach die Flucht und Ausweisung von Deutschen aus den Ostgebieten als Katastrophe an, die den Protestantismus viel härter getroffen habe als den Katholizismus, doch rechnete er anders als 1945 nicht mehr damit, dass „im Osten die deutsche Aufgabe der Kolonisation und Evangelisation“ bald realisiert werden könnte: er übernahm geflüchtete Pfarrer auf deren Antrag hin fest in den landeskirchlichen Dienst.
1947 stellte Halfmann in seinen Richtlinien für die Flüchtlingsseelsorge fest, dass die Integration der Flüchtlinge dort am besten gelinge, wo die einheimische Kirchengemeinde sich mobilisieren und in die Pflicht nehmen lasse. Besonders entlang der Nordseeküste war die Bevölkerung aber vielerorts kirchlich indifferent: Die Flüchtlinge strömten in die Kirchen – und blieben dort weitgehend unter sich. Halfmann sah 1948 die Schaffung besonderer baltendeutscher und bessarabiendeutscher Gemeinden mit jeweils eigenen Pastoren als problematische Entwicklung, welche die Fremdheit zwischen Einheimischen und Geflüchteten nur verstärke. Durch Hans Asmussens Vermittlung kam diese dann doch zustande, getragen vom Gustav-Adolf-Werk.

#### Südschleswig-Frage
War die Grenzziehung zwischen Dänemark und dem Deutschen Reich in der Weimarer Republik von deutscher Seite in Frage gestellt worden, so wurde nach 1945 von dänischer Seite eine veränderte Grenzziehung angestrebt. 1946 nahm Halfmann dazu aus theologischer Sicht Stellung (Die Südschleswig-Frage, geschichtstheologisch gesehen). Er unterstellte der dänischen Seite ein „völkisch-biologisches Denken“ ähnlich dem Nationalsozialismus. Dänemarks Anspruch habe keine „sittliche Berechtigung.“ Auch der Wille der Bevölkerung im Grenzland sei ohne Bedeutung. Es sei nämlich „Gottes Schicksal und Satzung“, Deutscher zu sein, und so heiße es jetzt, sein Kreuz als Deutscher zu tragen, „den Haß der Welt … und viel Ungemach.“ Wer sich dem entziehe, lehne sich gegen Gott auf. Kurt Jürgensen erläutert, dass Halfmann den Volkstumsbegriff Johann Gottfried Herders voraussetze. „Hier wird ein vermeintlich an objektiven Kriterien meßbarer Volkstumsbegriff christlich untermauert.“ Troels Fink geht Jürgensens Kritik an Halfmann nicht weit genug; Jürgensen verzichte darauf, nachzuprüfen, ob die dänischen Pastoren in Südschleswig, wie von Halfmann unterstellt, in ihrer Arbeit nationalistisch motiviert gewesen seien.
Halfmann strebte die Umsetzung seiner geschichtstheologischen Thesen in praktische Kirchenpolitik an, wozu er als Vorsitzender der Kirchenleitung die Möglichkeit hatte:
1. Die Gesamtsynode nahm am 4. September 1946 eine Resolution an, die Treue zur „deutschen Art“ einforderte. Wer sich dem entziehe, fliehe vor Gottes Ratschluss.
2. Die dänische Gemeindearbeit in Südschleswig (Dansk Kirke i Udlandet) wurde so strukturiert, dass die dänischen Pastoren bei ihren deutschen Kollegen ein Dimissoriale beantragen mussten, wenn sie Amtshandlungen vollziehen wollten. Dies unterblieb häufig, Probleme bei der Kirchenbuchführung waren die Folge.
3. Pfarrkirchen sollten für den dänischen Gottesdienst nur dann zur Verfügung gestellt werden, wenn der gesamte Gottesdienst in dänischer Sprache stattfinden würde. Dies ließ sich schwer umsetzen und führte dazu, dass die dänische Minderheit für ihre Gottesdienste auf Schulen oder Kinosäle ausweichen musste.
4. Konflikte sollten durch das brüderliche Gespräch entschärft werden. Halfmann strebte ökumenische Kontakte mit der dänischen Volkskirche an, wo er ein gewisses Verständnis für seine Position erkannte.

Da die Kieler Erklärung der SPD-geführten schleswig-holsteinischen Landesregierung es am 26. September 1949 der Gewissensentscheidung jedes Einzelnen überließ, ob er sich zur dänischen Minderheit rechnete (unabhängig von seinem Volkstum oder der Beherrschung der dänischen Sprache), musste die Landeskirche ihre restriktive Vergabe der Kirchengebäude für dänische Gottesdienste zurücknehmen.

#### Umgang mit NS-belasteten Personen

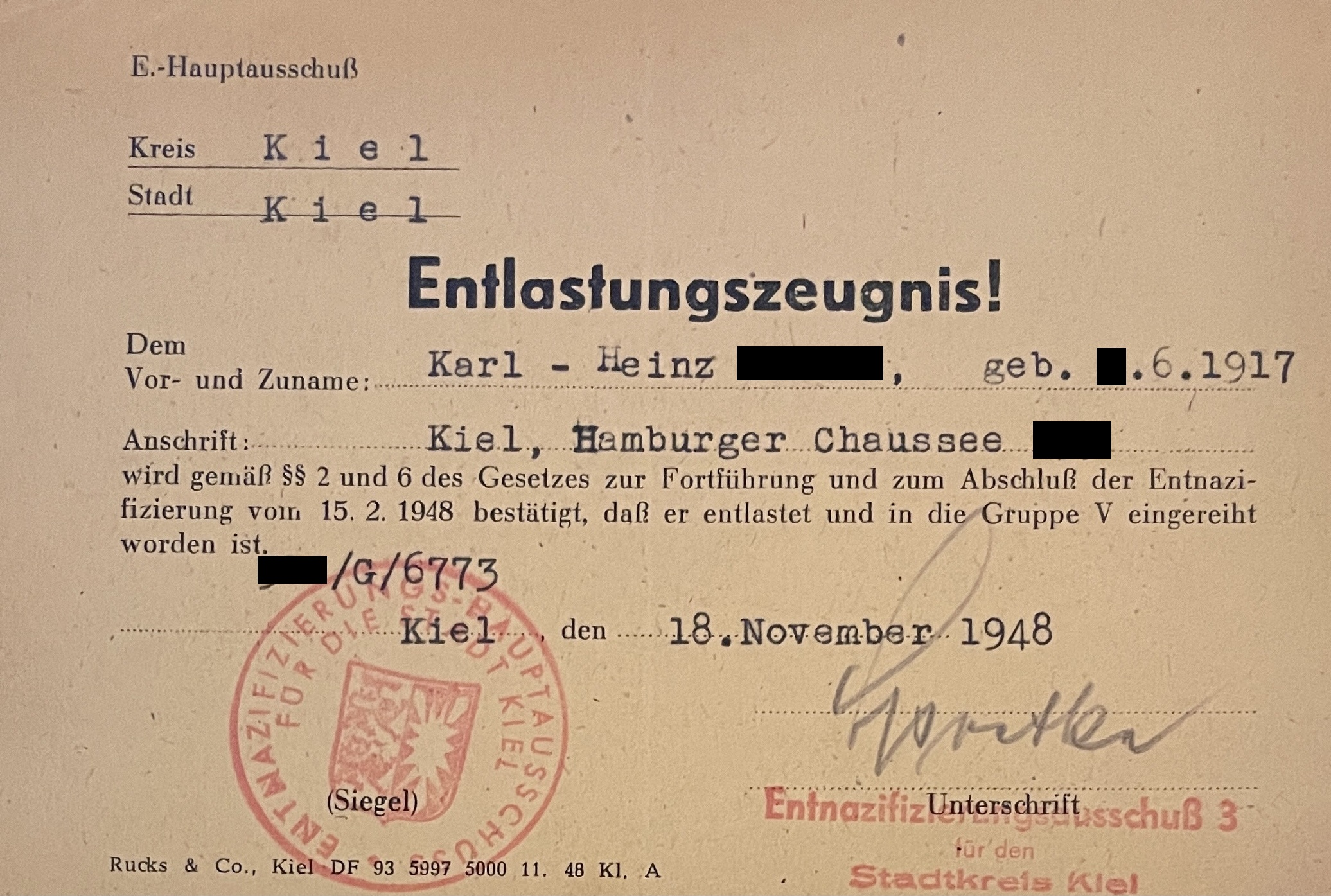
Entlastungszeugnis des Entnazifizierungsausschusses für den Stadtkreis Kiel, 1948

Noch bevor er zum Präses der Vorläufigen Kirchenleitung gewählt worden war, hatte Halfmann am 14. August 1945 das Versprechen abgegeben, es sei sein „heiligstes Anliegen,“ dass sich „die Vorgänge von 1933 nicht mit umgekehrten Vorzeichen wiederholten“, also im Raum der Kirche niemand sein Amt aus politischen Gründen verlieren sollte. Er verband das mit dem Appell an die Betroffenen, freiwillig von einem Amt zurückzutreten, welches sie ihrer DC-Zugehörigkeit verdankten. Doch da sowohl die britische Militärregierung als auch die EKD eine politische Überprüfung der schleswig-holsteinischen Pfarrerschaft forderten, kam die Landeskirche dem ab Ende 1945 nach. Halfmann war nach der Erfahrung des Kirchenkampfs prinzipiell dagegen, dass außerkirchliche Kräfte (hier: die Militärregierung) auf die kirchliche Personalplanung Einfluss nahmen. In Verhandlungen erreichte Halfmann dann immer wieder, dass vorgesehene Entlassungen zu „Schwebefällen“ wurden, manchmal nutzte man bei einem NS-belasteten Pfarrer das Mittel der Versetzung und hielt ihn im Amt. „Wirklich zur Entlassung aus dem aktiven geistlichen Dienst standen … nur sieben der rund 400 landeskirchlichen Pastoren … an.“ Helge-Fabien Hertz weist darauf hin, dass Wilhelm Halfmann zusammen mit Wolfgang Prehn, Helge Adolphsen, Johann Bielfeldt und anderen BK-Pfarrern im Entnazifizierungsausschuss für Geistliche bzw. der Berufungskommission nach der Maßgabe handelten, Schaden von der Landeskirche abzuwenden, aber auch belastete Geistliche zu schützen. Das sei besonders bei Halfmann in vielen Einzelfällen belegbar.

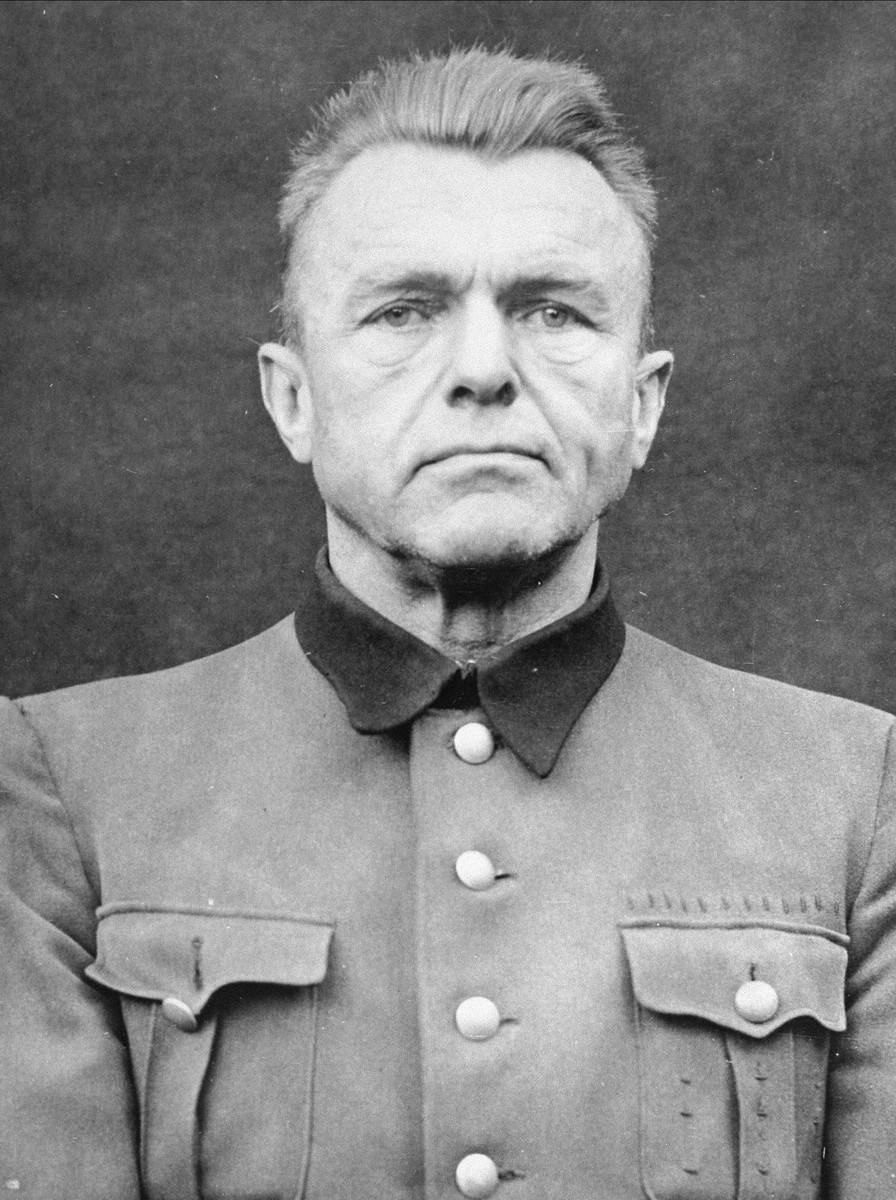
Karl Genzken als Angeklagter im Nürnberger Ärzteprozess, 1946

2012 machte der Historiker Stephan Linck darauf aufmerksam, dass Halfmann sich 1949 für die vorzeitige Freilassung verurteilter Kriegsverbrecher eingesetzt hatte. Wenn Kriegsverbrecher, die aus Schleswig-Holstein stammten, ihn um Fürsprache baten, dann wurde er mit Gnadengesuchen und Bittbriefen für sie tätig – unabhängig davon, wie sie zu Glauben und Kirche standen und welche Verbrechen ihnen zur Last gelegt wurden. So setzte er sich für Karl Genzken ein, der wegen medizinischer Experimente in Konzentrationslagern im Nürnberger Ärzteprozess zu lebenslanger Haft verurteilt worden war, und für Hinrich Möller, den SS- und Polizeiführer (SSPF) Estland. Als der im Einsatzgruppen-Prozess zum Tode verurteilte, 1951 zu lebenslanger Haft begnadigte ehemalige schleswig-holsteinische Pastor Ernst Szymanowski-Biberstein sondierte, ob die Kirche sich für eine frühere Haftentlassung einsetzen könnte und ihm danach ein Arbeitsverhältnis anbieten könnte, mahnte Halfmann allerdings zur Vorsicht.
Als Beispiel für die Integrationsbereitschaft gegenüber prominenten ehemaligen Nationalsozialisten nennt Linck die Personalie Hans Joachim Beyer: Die Kirchenleitung beauftragte den Volkstumsforscher, Mitarbeiter des Reichssicherheitshauptamtes und SS-Hauptsturmführer am 16. Mai 1947 mit der Leitung der Landeskirchlichen Pressestelle (Pressesprecher wurde er nicht, da er öffentlich nicht in Erscheinung treten sollte). Als sich Beyer 1948 einem Entnazifizierungsverfahren stellen musste, konnte er eine Bescheinigung vorlegen, wonach die Kirche bereits seine Vergangenheit überprüft habe und zu einem positiven Urteil gelangt sei. Daraufhin wurde Beyer als unbelastet eingestuft, was ihm andere Arbeitsverhältnisse außerhalb des Schutzraums Kirche ermöglichte. Pastor Hans-Werner Bartsch, Pressebeauftragter des Superintendentur Lauenburg, wandte sich 1948 vertraulich an Bischof Halfmann, weil ihm die Zusammenarbeit mit Beyer aufgrund von dessen bekannter NS-Vergangenheit unmöglich sei. Halfmann teilte Beyer die Kritik Bartschs mit, der dementsprechend seine Antwort vorbereiten konnte. Bartsch, der als Befürworter der Thesen Rudolf Bultmanns in der Landeskirche ohnehin isoliert war, hatte sich mit dieser Initiative den Unwillen Halfmanns zugezogen. Er wechselte 1952 in die Evangelische Kirche in Hessen und Nassau.
Halfmann setzte sich nach dem Krieg auch für den ehemaligen Präsidenten des Landeskirchenamtes Christian Kinder ein. Kinder war NSDAP-Mitglied, Mitbegründer des antisemitischen Instituts zur Erforschung und Beseitigung des jüdischen Einflusses auf das deutsche kirchliche Leben und zeitweilig Reichsleiter der Deutschen Christen gewesen. Halfmann bedankte sich bei Kinder schriftlich dafür, dass er seinen Einfluss bei Partei und Polizei eingesetzt habe, um Geistliche der Landeskirche vor Nachstellungen zu schützen. Außerdem habe er bei der Frage der Eidesleistung der Geistlichen im Jahre 1938 nach vorherigen Verhandlungen mit Vertretern der Bekennenden Kirche einen Weg gefunden, mit dem auch den Geistlichen der Bekennenden Kirche die Ableistung des Führereides ermöglicht worden sei.

#### Evangelische Kirche und Landespolitik
Bei der Landtagswahl in Schleswig-Holstein 1947 errang die SPD die absolute Mehrheit und konnte eine Alleinregierung bilden. Gegenüber der Sozialdemokratie bestanden in der evangelischen Landeskirche starke Vorbehalte. Bei der Landtagswahl 1950 erzielte der Deutsche Wahlblock (ein Bündnis von CDU, FDP und DP) die Mehrheit. Mehrere CDU-geführte Landesregierungen folgten bis 1988 aufeinander. Stephan Linck beschreibt das Verhältnis der schleswig-holsteinischen Landeskirche zur CDU als anfänglich distanziert; Landeskirche und evangelische Wählerschaft hatten eine starke nationalprotestantische Prägung, die CDU dagegen ein konfessionsübergreifendes Selbstverständnis.
Hans Joachim Beyer hatte auch nach Beendigung seines kirchlichen Arbeitsverhältnisses den guten Kontakt zu Bischof Halfmann gehalten und hoffte mit dessen Unterstützung auf eine Karriere in der Landespolitik. Als am 16. März 1952 der Evangelische Arbeitskreis der CDU in Siegen zusammentrat, wurde Beyer Repräsentant Schleswig-Holsteins im Geschäftsführenden Ausschuss. Aber 1953 machte eine Lübecker Lokalzeitung öffentlich, dass Beyer in der NS-Zeit aus der Kirche ausgetreten war. Bei der Landtagswahl 1954 erhielt statt Beyer der gleichfalls NS-belastete Kieler Theologieprofessor Martin Redeker einen sicheren CDU-Listenplatz. Als die Flensburger Presse im August 1959 die NS-Vergangenheit Beyers (immer noch im Evangelischen Arbeitskreis der CDU) breit thematisierte, distanzierte sich Halfmann innerkirchlich von Beyer.

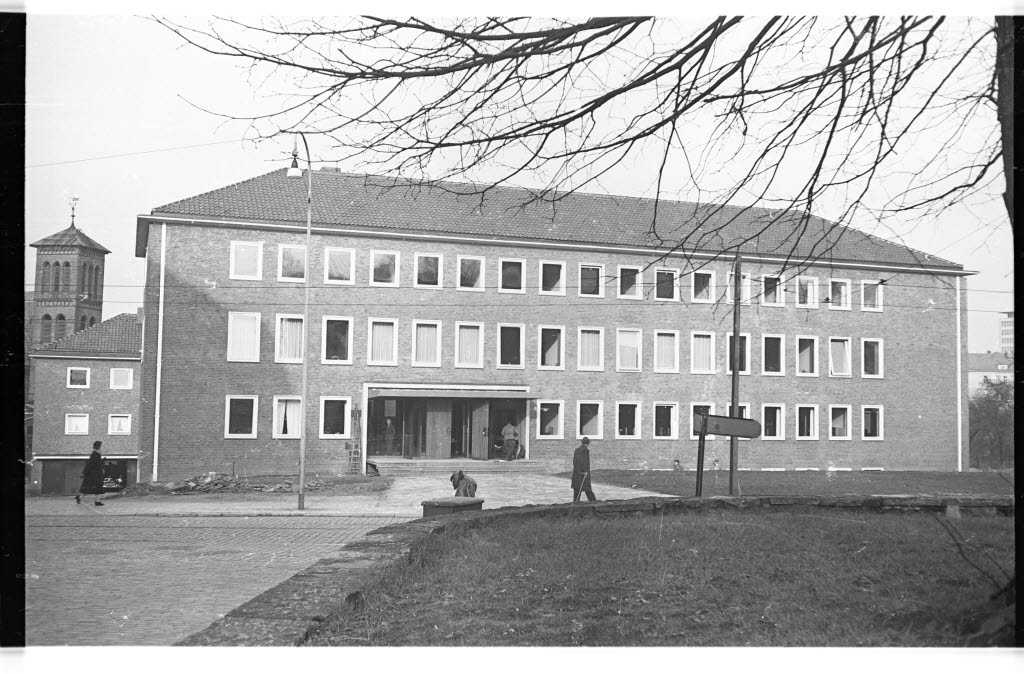
Neubau des Landeskirchenamts in Kiel, 1957

Seit Anfang der 1950er Jahre bemühte sich die CDU, in Schleswig-Holstein für evangelische Wähler attraktiver zu werden. 1951 kritisierte Halfmann, dass der Katholik Friedrich Wilhelm Lübke in der Schleswig-Holsteiner CDU als Kandidat für das Ministerpräsidentenamt im Gespräch war. Da Schleswig-Holstein das „reinste evangelische Land der Bundesrepublik“ sei, müsse bei der Besetzung des Ministerpräsidentenamtes auf diese evangelische Mehrheit Rücksicht genommen werden. Dies geschah aber nicht. Als der Katholik Lübcke 1954 aus gesundheitlichen Gründen zurücktrat, folgte ihm der Protestant Kai-Uwe von Hassel im Amt des Ministerpräsidenten nach. Bei der Regierungsneubildung war es der CDU wichtig, die Zustimmung der Landeskirche bei der Besetzung des Kultusministeriums zu haben. Während von Hassel Helmut Lemke favorisierte, war der Kieler Theologieprofessor Martin Redeker der Wunschkandidat des Innenministers Paul Pagel. Anfang Oktober 1954 empfing Bischof Halfmann führende CDU-Landespolitiker zu Gesprächen, welche die Besetzung des Kultusministeriums mit Lemke zur Folge hatten. Als Pagel 1955 starb, übernahm Lemke das Innenministerium, und die Landesregierung war offen für kirchliche Vorschläge für das neu zu besetzende Amt des Kultusministers. Bischof Halfmann empfahl dem Ministerpräsidenten von Hassel dafür den Theologen und Politiker Edo Osterloh. „Das wichtigste Projekt dieser Wunschpartnerschaft sollte der Staatskirchenvertrag werden, über den bereits unter Lemke verhandelt worden war und den Osterloh zügig zum Abschluss bringen wollte.“ Am 23. April 1957 wurde der Staatskirchenvertrag zwischen dem CDU-geführten Land Schleswig-Holstein und den auf dem Gebiet des Bundeslands bestehenden evangelischen Landeskirchen in Kiel geschlossen. Halfmann war an dem Zustandekommen wesentlich beteiligt. Eine Folge des Vertragswerks war die Loyalität der Kirchenleitung gegenüber der Regierungspartei CDU und Minister Osterloh im Besonderen.

#### Kritik am christlich-jüdischen Dialog
Ab Ende der 1950er Jahre sprach sich Bischof Halfmann gegen den christlich-jüdischen Dialog aus. Joachim Steffen wies in diesem Zusammenhang 1958 auf Halfmanns Schrift Die Kirche und der Jude hin. Der Bischof räumte nun ein, er habe den Text 1936 „etwas flüchtig zusammengezimmert“. Trotzdem halte er sie im Grundansatz „noch heute für nicht unzutreffend. Denn der religiöse Gegensatz zwischen Juden und Christen ist unleugbar“. Gleichwohl sei ihm bewusst, dass seine Schrift gerade nach dem Mord an den Juden ein Problem darstellte. Am 5. März 1960 antwortete er dem Hamburger Landesbischof Karl Witte, der ihm schriftlich sein Mitgefühl angesichts der gegen ihn laufenden Pressekampagne versichert hatte: „Heute wäre eine solche Schrift unmöglich.“ Seine historischen Bemerkungen über die Geschichte der Juden seien „ungerecht, weil einseitig ausgewählt“, „obwohl sie sachlich richtig sind“. Für eine Abkehr vom Antijudaismus sah Halfmann keine Notwendigkeit: „Trotzdem kann ich heute noch nicht anders, als den theologischen Ansatz für richtig zu halten. Aber auch über die Judenfrage zu diskutieren so, daß auch das theologische Nein zum Judaismus, nicht nur zum ‚Antisemitismus‘ durchgehalten wird, ist fast unmöglich. Ich kann die christlich-jüdische Verbrüderung auf humanitärer Basis, unter Eliminierung der Theologie, nicht mitmachen.“ Seine Schrift habe „nun gerade nicht die nationalsozialistische Rassenpolitik gutheißen“ wollen, so Halfmann 1958, sondern sie bezweckte „das Gegenteil“. Öffentliche Kritik an der „Rassenpolitik“ sei 1936 nur unter „tendenzverhüllenden Zugeständnissen“ möglich gewesen. Der Angriff gegen die „NS-Rassentheorie“ sei auch den Nationalsozialisten bewusst gewesen, da die Schrift schnell beschlagnahmt wurde. Er habe die Nürnberger Gesetze als Schutzgesetze für die Juden angesehen. „Dass eine feierlich proklamierte reichsgesetzliche Regelung nur ein Täuschungsmanöver sein würde, habe ich damals, fast drei Jahre vor der ‚Kristallnacht‘ und allem, was folgte, nicht vorausgesehen.“
Zum Jahresende 1959 wurden in der Bundesrepublik eine Reihe von antisemitischen Straftaten verübt; unter anderem wurde der Pellwormer Pastor Johann Haar antisemitisch bedroht. Die Kirchenleitung in Kiel versuchte vergeblich, dies herunterzuspielen; die Presse griff daraufhin Halfmanns Judenschrift von 1936 auf.
Zur vorsorglichen Verteidigung gegen weitere öffentliche Angriffe ließ Halfmann 1960 eine fünfseitige Broschüre unter dem Titel Bischof Halfmann und die Juden drucken. Sie besteht im Wesentlichen aus einer gekürzten Fassung von Die Kirche und der Jude, ergänzt durch eine Einleitung sowie ein Nachwort Halfmanns. Darin erläuterte Halfmann, man habe den staatlichen Antisemitismus 1936 nicht offen kritisieren können. Deshalb habe er die Judenmord-Aufrufe des Stürmer angegriffen, nach dem Motto: „Er prügelt den Sack, aber meint den Esel.“ Die Broschüre wurde nur an ausgewählte Persönlichkeiten verteilt, und nach Abklingen des öffentlichen Interesses wurden die übrigen Exemplare vernichtet. Öffentlich bezog Halfmann nicht Stellung. Er musste das auch nicht tun, da Die Kirche und der Jude bis dahin gemeinhin als BK-Widerstandsliteratur galt (schließlich war sie von den NS-Behörden verboten worden).
In der Mai-Ausgabe des Gemeindeblatts Kirche der Heimat äußerte sich Halfmann 1960 unter dem Titel Sieg über das Gestern noch einmal öffentlich zum Antisemitismus. Er verurteilte ihn klar als „Überhebung über den Mitmenschen.“ Allerdings sollten auch die „Philosemiten“ darauf verzichten, „mit ihrem nervösen Gebaren die wunden Gewissen … überflüssig zu reizen.“ Das Thematisieren des Antisemitismus verhindere nämlich eine Normalisierung der Beziehung zwischen Deutschen und Juden. Halfmanns persönliche Haltung zum Antisemitismus 1960 geht aus seinem Briefwechsel mit dem emeritierten Breklumer Missionsdirektor Detlef Bracker hervor. Dieser hatte ihn aufgefordert, sich deutlich antijüdisch zu äußern. Bracker legte seinem Brief einen eigenen Entwurf unter dem Titel Ein offenes Wort über Israel bei: Christenfeindschaft der Juden, Gottes „Verstockungsgericht“ über Israel, jüdische Gefahr für Deutsche und speziell jüdische Beeinflussung der deutschen Arbeiterschaft. Halfmann antwortete am 1. August 1960, er stimme Bracker vollständig zu. „Aber es gibt Zeiten, wo man auch Dinge, die wahr sind, nicht sagen kann, ohne die Gefahr verhängnisvollster Mißverständnisse heraufzubeschwören.“ Die angebliche Gefahr jüdischen Einflusses auf die Arbeiterschaft, die Bracker und Halfmann sahen, zielt auf den Marxismus; da dieser sich nicht positiv auf das Judentum bezieht, wertet Linck dies als antisemitisches Stereotyp.
Im Mai 1962 wurde die schleswig-holsteinische Gesellschaft für christlich-jüdische Zusammenarbeit in Kiel in einem universitären Rahmen gegründet; zwar war die Landesregierung (Edo Osterloh, Ernst Hessenauer) beteiligt, die Kirchenleitung aber nicht. Halfmann, der im Vorfeld von den Gründungsplänen unterrichtet worden war, erklärte, er wolle sich „fernhalten“, zumal er „häretische Abweichungen“ bei in diesem Bereich engagierten Pastoren befürchte.

### Tod und Beisetzung

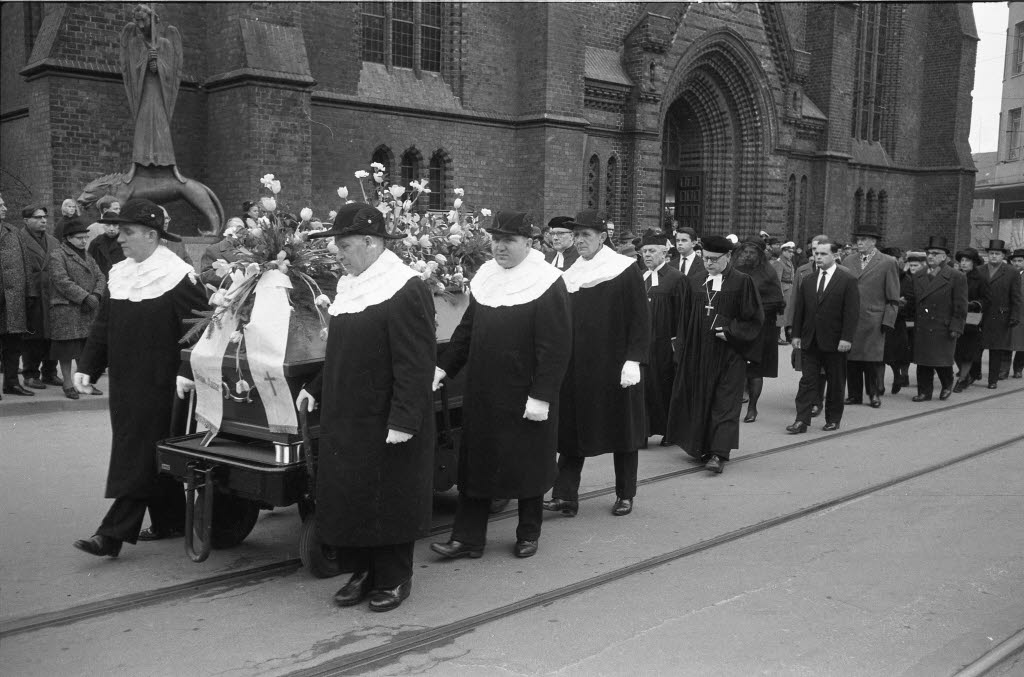
Trauerfeier für Bischof Halfmann, 1964

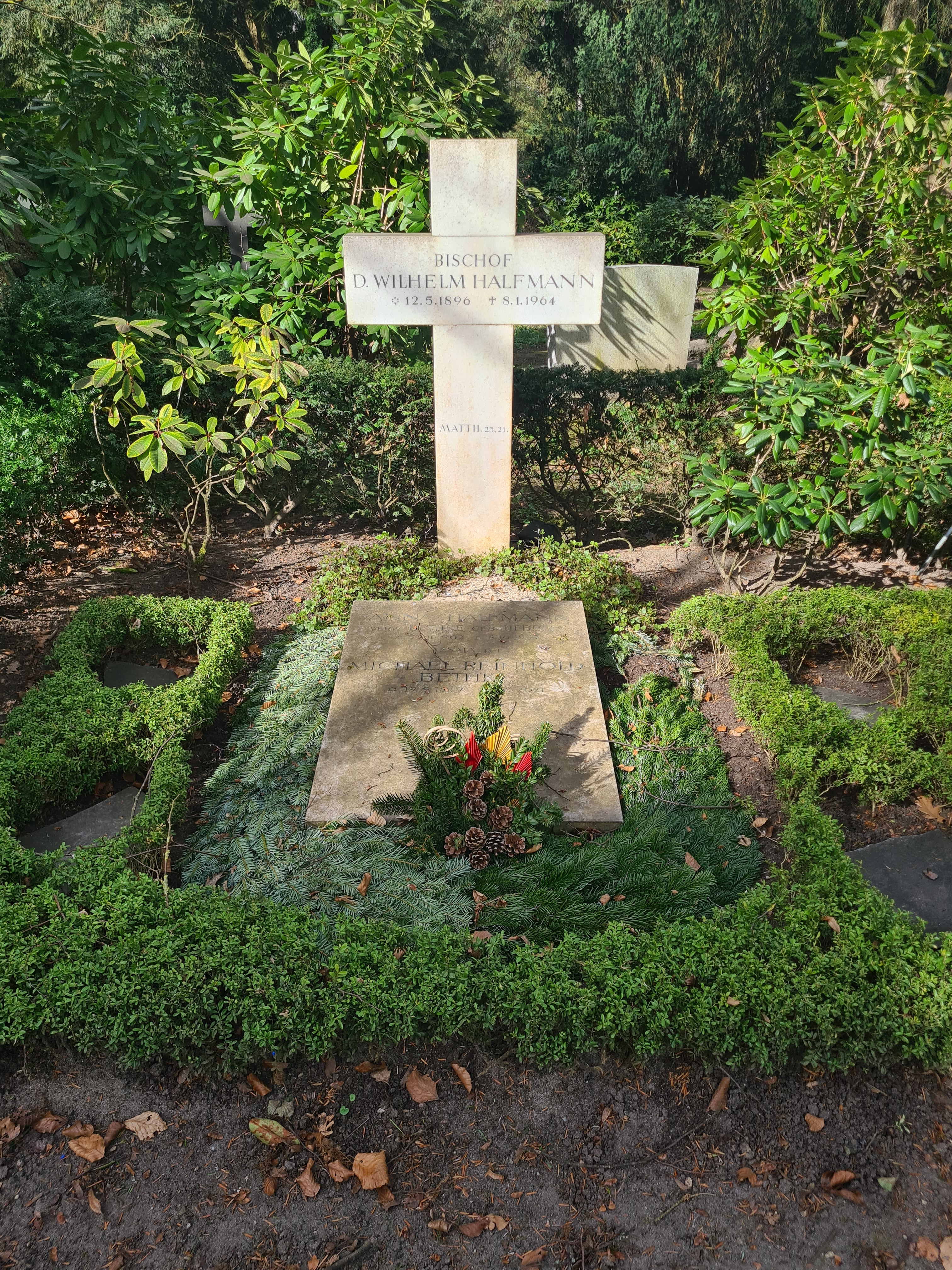
Das Grab von Wilhelm Halfmann auf dem Südfriedhof in Kiel

Halfmann starb 1964 in Kiel. Die Trauerrede hielt Hanns Lilje. Halfmann wurde auf dem Kieler Südfriedhof bestattet (Feld P 571). Im Kirchlichen Gesetz- und Verordnungsblatt charakterisierten Adolf Voß (als Präsident der Landessynode), Reinhard Wester (als Bischof von Schleswig) und Oskar Epha (als Präsident des Landeskirchenamts) Halfmanns Wirken so: „Als Pastor, Bischof und Vorsitzender der Kirchenleitung hat er seiner Heimatkirche in der Zeit zwischen den Kriegen, im Kirchenkampf und bei der Neuordnung nach dem Zusammenbruch von 1945 in klarer Gründung auf das lutherische Bekenntnis und im Bewußtsein der Verpflichtung gegenüber ihrer Geschichte gedient.“

## Postume Diskussion der kirchenpolitischen Rolle Halfmanns
2009 führte der Beitrag zweier Jugendlicher beim Geschichtswettbewerb des Bundespräsidenten dazu, dass der Kirchenkreis Münsterdorf auf den Namen Bischof-Halfmann-Haus für sein Verwaltungsgebäude in Itzehoe verzichtete.
Stephan Linck veröffentlichte 2013 unter dem Titel Neue Anfänge? eine Studie über den Umgang der nordelbischen Landeskirchen mit der NS-Vergangenheit und ihr Verhältnis zum Judentum; darin wurde die Bekennende Kirche in Schleswig-Holstein und insbesondere Wilhelm Halfmann stark kritisiert. Aufbauend auf den Arbeiten Lincks, wurde eine von der Evangelisch-Lutherischen Kirche in Norddeutschland beauftragte Wanderausstellung konzipiert, die von 2016 bis 2022 an verschiedenen Orten in Norddeutschland, ergänzt jeweils durch regionale Aspekte, gezeigt wurde. Zusätzlich fanden Begleitveranstaltungen statt. Eine Internetversion der Ausstellung mit den Texten des Begleitprogramms ist weiterhin bei der Evangelischen Akademie der Nordkirche angesiedelt. Daraufhin sammelte sich um Altbischof Karl Ludwig Kohlwage ein Kreis historisch Interessierter, um dieser Darstellung entgegenzutreten. Diese Gruppe von Kritikern Lincks „trat mit einem eigenen Internetportal hervor, das im Gegenzug die Erfolgsgeschichte der Bekennenden Kirche in Schleswig-Holstein anhand ausgewählter Dokumente, Biographien und Vorträge erschließen soll.“
Am 17. Januar 2015 fand eine von Andreas Müller moderierte Podiumsdiskussion im Institut für Kirchengeschichte der Christian-Albrechts-Universität zu Kiel statt, an der Kohlwage, Linck, Reumann sowie Jörgen Sontag und Johannes Schilling ihren Zugang zu der Haltung der Bekennenden Kirche gegenüber dem Judentum aufgrund von Quellen darlegten. Zentraler Quellentext war hierbei Halfmanns Judenschrift von 1936. Rainer Hering und Tim Lorentzen gaben den 2022 erschienenen Tagungsband heraus und schrieben einleitend: „In der jüngeren Gedächtnisforschung … geht es … weniger um die Frage, ob man sich jeweils richtig oder falsch an … Wilhelm Halfmann erinnert hat, sondern warum und mit welchen Interessen bestimmte Gedächtnisgemeinschaften … eben so und nicht anders ihre Erinnerung als die maßgebliche festgehalten … und dafür unerwünschte Erinnerungsgehalte aussortiert und dem Vergessen preisgegeben haben.“

## Ehrungen
1947 verlieh die Theologische Fakultät der Christian-Albrechts-Universität Kiel Bischof Halfmann den Ehrendoktor und würdigte damit seine Verdienste in der Forschung und seinen Einsatz für die Gestaltung und den Neuaufbau der Kirche, der schon bald nach dem Zweiten Weltkrieg begann.

## Veröffentlichungen
- Christian Kortholt. Ein Bild aus der Theologie und Frömmigkeit im Ausgang des orthodoxen Zeitalters. Schriften des Vereins für Schleswig-Holsteinische Kirchengeschichte, 1. Reihe (größere Publikationen), 17. Heft, Kiel 1930.
- Die Kirche und der Jude, Breklum 1936. (Digitalisat)[96]
- Die Stunde der evangelischen Kirche, Breklum 1937. (Digitalisat)[97]
- Die kirchliche Entwicklung in Schleswig-Holstein (online auf geschichte-bk-sh.de). In: Das niederdeutsche Luthertum 11 (3. Juni 1937), S. 168–174 (LKAK, 98.031 Nr. 401).
- Wie sollen wir heute predigen? Rundschreiben an die schleswig-holsteinischen Geistlichen im Mai 1945,. In: Kurt Jürgensen: Die Stunde der Kirche. Die Ev.-Luth. Landeskirche Schleswig-Holsteins in den ersten Jahren nach dem Zweiten Weltkrieg, Neumünster 1976, S. 261–263 (online auf geschichte-bk-sh.de).
- Bischof Halfmann und die Juden (online auf geschichte-bk-sh.de), Kiel 1960 (LKAK 20.01 Nr. 660).[98]
- Predigten, Reden, Aufsätze, Briefe. Aus dem Nachlass zusammengestellt und bearbeitet von Wilhelm Otte, Karl Hauschildt und Eberhard Schwarz, hrsg. von Johann Schmidt, Kiel 1964.